# سیاه‌چاله‌ها (فیلم ۱۹۹۵)
سیاه‌چاله‌ها (ایتالیایی: I buchi neri) یک فیلم عاشقانه ایتالیایی به کارگردانی پاپی کورسیکاتو است که در سال ۱۹۹۵ منتشر شد.

## گزیدهٔ بازیگران
- یایا فورته
- مانوئلا آرکوری
- لورنتسو کرسپی
- توسکا داکوئینو
- نینی بروسکتا